# Höchstädt im Fichtelgebirge
Höchstädt im Fichtelgebirge är en kommun och ort i Landkreis Wunsiedel im Fichtelgebirge i Regierungsbezirk Oberfranken i förbundslandet Bayern i Tyskland.
Kommunen ingår i kommunalförbundet Thiersheim tillsammans med köpingarna Thiersheim och Thierstein.